# Morethia adelaidensis
Morethia adelaidensis — вид сцинкоподібних ящірок родини сцинкових (Scincidae). Ендемік Австралії.

## Поширення і екологія
Morethia adelaidensis поширені в Південній Австралії, на південному сході Північної Території, на південному заході Західної Австралії, на південному сході Квінсленду, у Новому Південному Уельсі і Вікторії, зокрема в басейні озера Ейр та на рівнині Налларбор. Вони живуть в чагарникових заростях і рідколіссях, особливо на берегах пересихочих озер. Ведуть денний спосіб життя, живляться комахами, відкладають яйця, в кладці 5 яєць.